# Municipio de Milford (condado de Bucks)
El municipio de Milford (en inglés: Milford Township) es un municipio ubicado en el condado de Bucks en el estado estadounidense de Pensilvania. En el año 2000 tenía una población de 8.810 habitantes y una densidad poblacional de 121.2 personas por km².

## Geografía
El municipio de Milford se encuentra ubicado en las coordenadas 40°25′13″N 75°24′20″O / 40.42028, -75.40556.

## Demografía
Según la Oficina del Censo en 2000 los ingresos medios por hogar en la localidad eran de $59,683 y los ingresos medios por familia eran $64,563. Los hombres tenían unos ingresos medios de $41,132 frente a los $30,773 para las mujeres. La renta per cápita para la localidad era de $23,559. Alrededor del 2,9% de la población estaban por debajo del umbral de pobreza.